# Trattato di Bytom e Będzin
Il trattato di Bytom e Będzin (in polacco traktat bytomsko-będziński) fu un trattato siglato il 9 marzo 1589 tra la Confederazione polacco-lituana e la Monarchia asburgica a seguito della guerra di successione polacca del 1587-1588.

## Cronologia
Dopo la decisiva sconfitta nella battaglia di Byczyna nel gennaio 1588, l'arciduca Massimiliano III d'Austria fu preso prigioniero dal grande atamano Jan Zamoyski e susseguentemente tenuto ostaggio per oltre un anno, prima a Krasnystaw e poi a Zamość. La sua lunga prigionia fu dovuta alle manovre politiche di Zamoyski, che intendeva utilizzare l'arciduca come pedina di scambio per ottenere condizioni più vantaggiose nelle trattative con gli Asburgo.
I negoziati tra Polonia a Austria si tennero nelle cittadine slesiane di Będzin e Bytom, villaggi adiacenti ma allora situati su lati opposti della frontiera polacco-asburgica. Ciascuna delle due delegazioni si mantenne sempre sul proprio lato del confine (Bytom per gli austriaci e Będzin per i polacchi) e gli incontri si svolgevano presso il confine stesso. La delegazione polacca era guidata dal grande atamano Jan Zamoyski, dal gran maresciallo Andrzej Opaliński, dal vescovo di Włocławek Hieronim Rozdrażewski, dal voivoda di Rawa Stanisław Gostomski e dal voivoda di Volinia Janusz Ostrogski. La delegazione austriaca era invece guidata dal vescovo di Olomouc Stanislav Pavlovský e dal burgravio supremo Guglielmo di Rosenberg. Vi prese inoltre parte come mediatore il cardinale Ippolito Aldobrandini (futuro papa Clemente VIII) in qualità di rappresentante della Santa Sede.
Il trattato fu firmato il 9 marzo 1589. Grazie all'ostaggio in loro possesso, i polacchi riuscirono a strappare numerose concessioni agli Asburgo: Massimiliano avrebbe rinunciato alla corona polacco-lituana; l'imperatore Rodolfo II avrebbe promesso di non stringere alleanza con la Moscovia e la Svezia e di non intromettersi nella politica interna polacca nei futuri periodi di interregno; la Confederazione e l'Austria avrebbero stretto un "legame eterno di pace e amicizia", proibendo future dichiarazioni di guerra; il castello di Lubowla, occupato a inizio conflitto da Massimiliano, sarebbe stato restituito alla Polonia.
Tutte le condizioni del trattato furono rispettate eccetto una: Massimiliano promise infatti che avrebbe formalmente rinunciato alle sue pretese sul trono polacco solo quando avesse lasciato il territorio della Confederazione; tuttavia una volta rientrato a Vienna, Massimiliano ritrattò la propria rinuncia, proclamandosi nuovamente come legittimo sovrano. Questa rivendicazione non ebbe tuttavia grande seguito e non ci furono altre significative tensioni tra la Confederazione e gli Asburgo. L'arciduca rinunciò definitivamente alle proprie pretese solo nel 1598.

## Rilevanza storica
Secondo lo storico polacco Władysław Konopczyński il trattato fu "un accordo onorevole [...] che garantì per lunghi anni a venire la pace tra Polonia e Asburgo". Anche Sławomir Leśniewski fa notare che questo trattato condusse a ottime relazioni polacco-austriache per oltre un secolo, indicando come anche il soccorso portato dalle truppe polacche durante l'assedio di Vienna del 1683 sia stata una delle conseguenze di questi buoni rapporti, e aggiunge che fu inoltre fondamentale per aumentare il prestigio internazionale della Confederazione.